# Springlake
Springlake è un centro abitato degli Stati Uniti d'America nella contea di Lamb in Texas.
La popolazione era di 108 persone al censimento del 2010.

## Geografia fisica
Springlake è situata a 34°13′52″N 102°18′17″W (34.231217, -102.304707).
Secondo lo United States Census Bureau, ha un'area totale di un miglio quadrato (2,6 km²).

## Società

### Evoluzione demografica
Secondo il censimento del 2000, c'erano 135 persone, 54 nuclei familiari e 38 famiglie residenti nella città. La densità di popolazione era di 132,6 persone per miglio quadrato (51,1/km²). C'erano 68 unità abitative a una densità media di 66,8 per miglio quadrato (25,7/km²). La composizione etnica della città era formata dall'80,00% di bianchi, lo 0,74% di afroamericani, il 19,26% di altre razze. Ispanici o latinos di qualunque razza erano il 33,33% della popolazione.
C'erano 54 nuclei familiari di cui il 33,3% aveva figli di età inferiore ai 18 anni, il 63,0% aveva coppie sposate conviventi, il 5,6% aveva un capofamiglia femmina senza marito, e il 29,6% erano non-famiglie. Il 25,9% di tutti i nuclei familiari erano individuali e il 7,4% aveva componenti con un'età di 65 anni o più che vivevano da soli. Il numero di componenti medio di un nucleo familiare era di 2,50 e quello di una famiglia era di 3,08.
La popolazione era composta dal 30,4% di persone sotto i 18 anni, il 4,4% di persone dai 18 ai 24 anni, il 28,1% di persone dai 25 ai 44 anni, il 23,0% di persone dai 45 ai 64 anni, e il 14,1% di persone di 65 anni o più. L'età media era di 38 anni. Per ogni 100 femmine c'erano 101,5 maschi. Per ogni 100 femmine dai 18 anni in giù, c'erano 100,0 maschi.
Il reddito medio di un nucleo familiare era di 20.000 dollari e quello di una famiglia era di 20.625 dollari. I maschi avevano un reddito medio di 31.875 dollari contro i 13.125 dollari delle femmine. Il reddito pro capite era di 7.841 dollari. C'erano il 34,3% delle famiglie e il 42,0% della popolazione che vivevano sotto la soglia di povertà, incluso il 51,9% di persone sotto i 18 anni e il 35,7% di persone sopra i 64 anni.